# قاي موردوك
قاي موردوك (بالإنجليزية: Guy Murdock)‏ هو لاعب كرة قدم أمريكية أمريكي، ولد في 27 يونيو 1950 في شيكاغو في الولايات المتحدة.